# Westringia lurida
Westringia lurida là một loài thực vật có hoa trong họ Hoa môi. Loài này được Gand. miêu tả khoa học đầu tiên năm 1918.